# Digital Photo Professional
Digital Photo Professional (DPP) est le logiciel que Canon fournit avec ses appareils photographiques reflex numériques (et certains de ses compacts) pour éditer et gérer ses fichiers RAW (.CR2). Une version complète est fournie sur un CD-ROM avec l'appareil photo, et des mises à jour peuvent être téléchargées sur le site web de Canon.